# Lasioglossum latro
Lasioglossum latro is een vliesvleugelig insect uit de familie Halictidae. De wetenschappelijke naam van de soort is voor het eerst geldig gepubliceerd in 1928 door Perkins & Cheesman.